# Gibberella tricincta
Gibberella tricincta is een parasiterende schimmelssoort. De schimmel komt in de bodem voor en kan planten en dieren aantasten.

## Synoniemen
- Fusarium citriforme Jamal. (1943)
- Fusarium sporotrichiella var. tricinctum (Corda) Bilai (1987)
- Fusarium sporotrichiella var. tricinctum (Corda) Bilai (1953)
- Fusarium sporotrichioides var. tricinctum (Corda) Raillo (1950)
- Fusarium tricinctum (Corda) Sacc. (1886)
- Selenosporium tricinctum Corda (1838)